# Harberts Renett

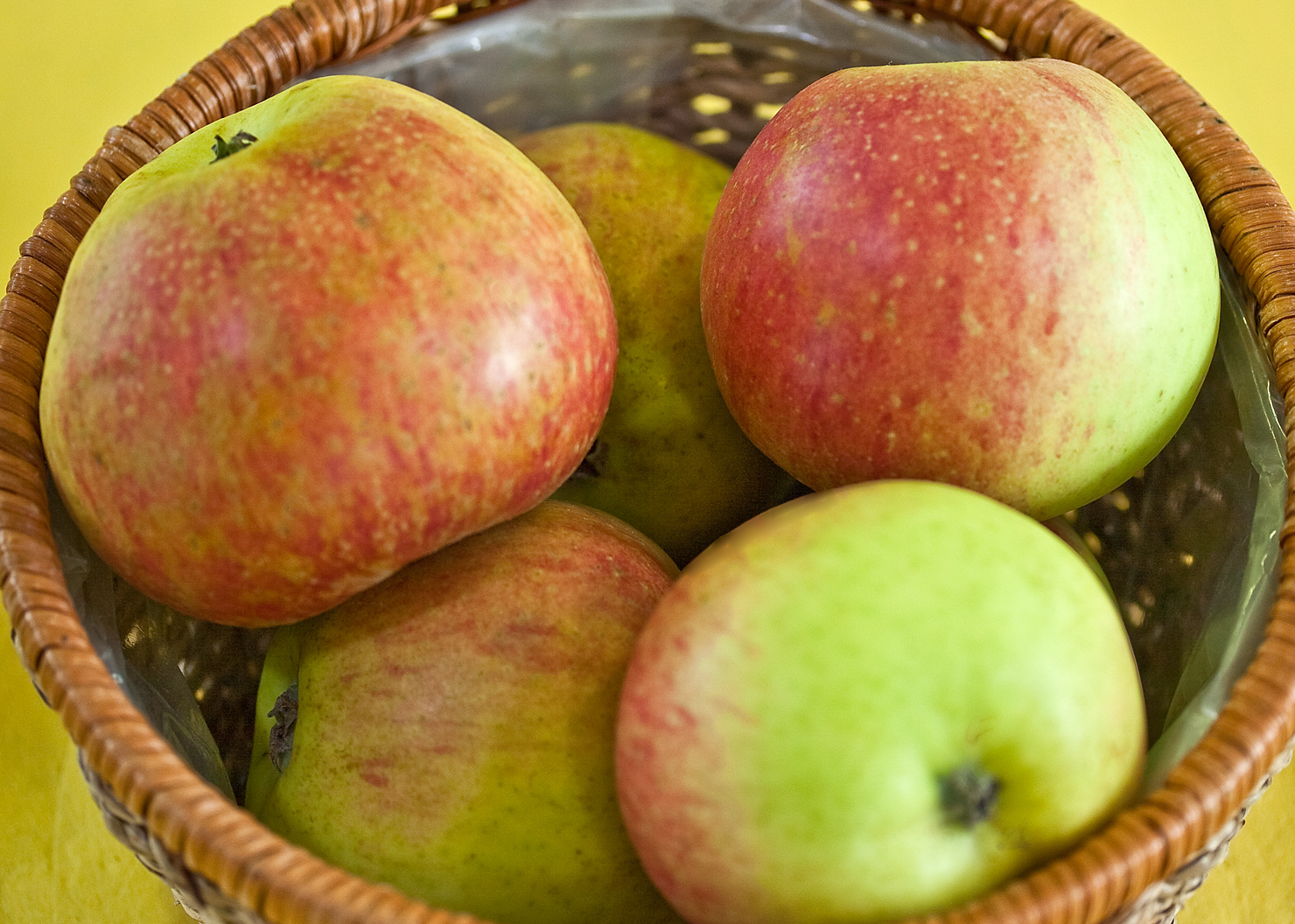
Harberts Renett

Harberts Renett är en äppelsort vars ursprung förmodligen är Westfalen i Tyskland, där den första gången uppmärksammades. En sjukdom äpplet kan drabbas av är pricksjuka. Äpplet är stort och skalet är gulgrönt eller guldgult på ena sidan, och orangerött på andra sidan. Köttet är sötsyrligt. Äpplet passar både som ätäpple och köksäpple. Blomningen är något sen, och äpplet pollineras av bland andra Guldparmän, Maglemer, Transparente Blanche och Åkerö. I Sverige odlas äpplet gynnsammast i zon III.